# Reivers Cycle Route
De Reivers Cycle Route is een fietsroute die het noorden van Engeland doorkruist.
De route start bij de abdij van Tynemouth, nabij Newcastle aan de Noordzee. De route is een grensroute en loopt grotendeels door het vroeger zo turbulente grensgebied tussen Engeland en Schotland. Het neemt je mee door Northumberland, Noord-Cumbria en zelfs een klein stukje in Schotland.

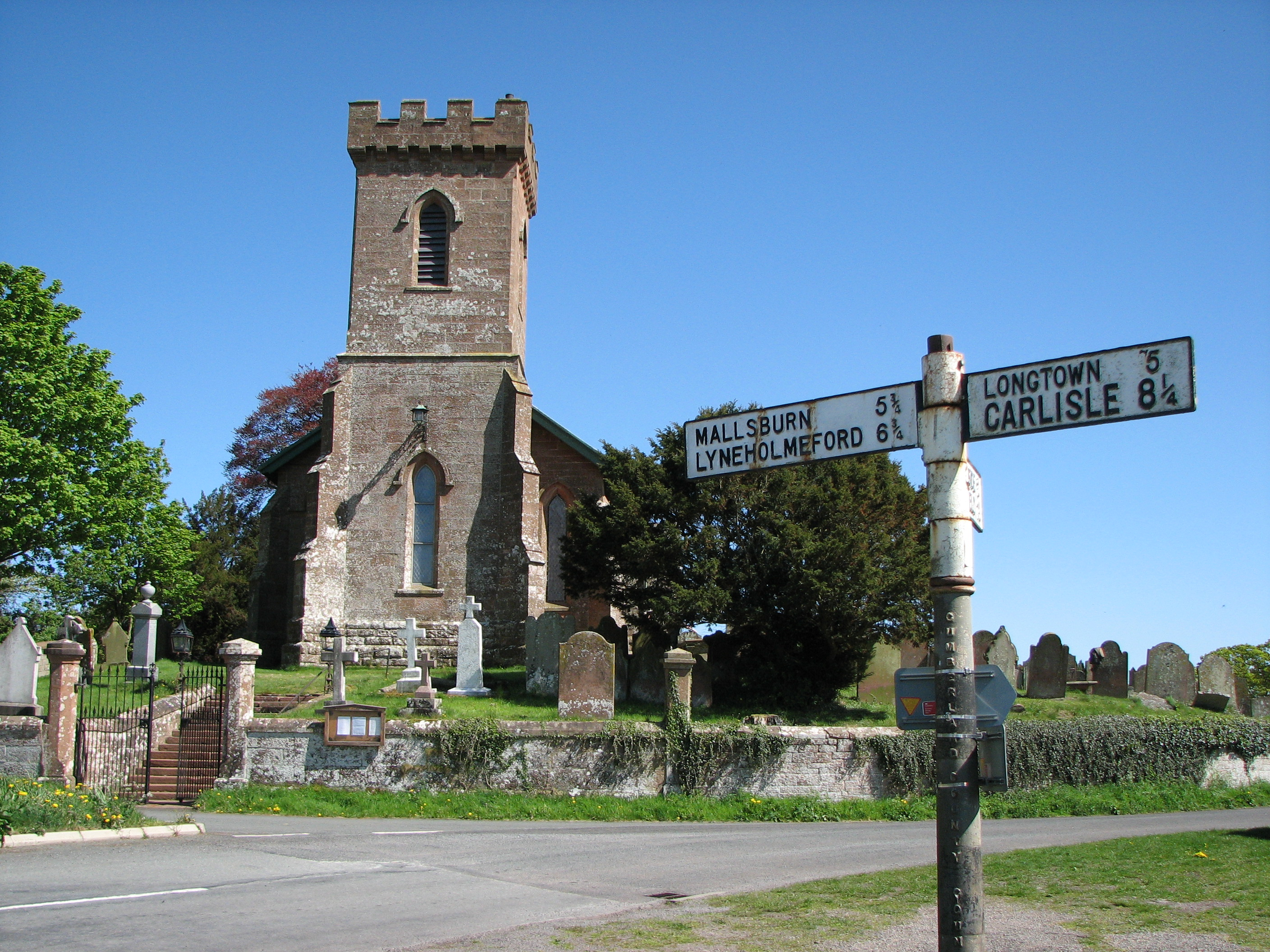
Westlington op de route naar Carlisle

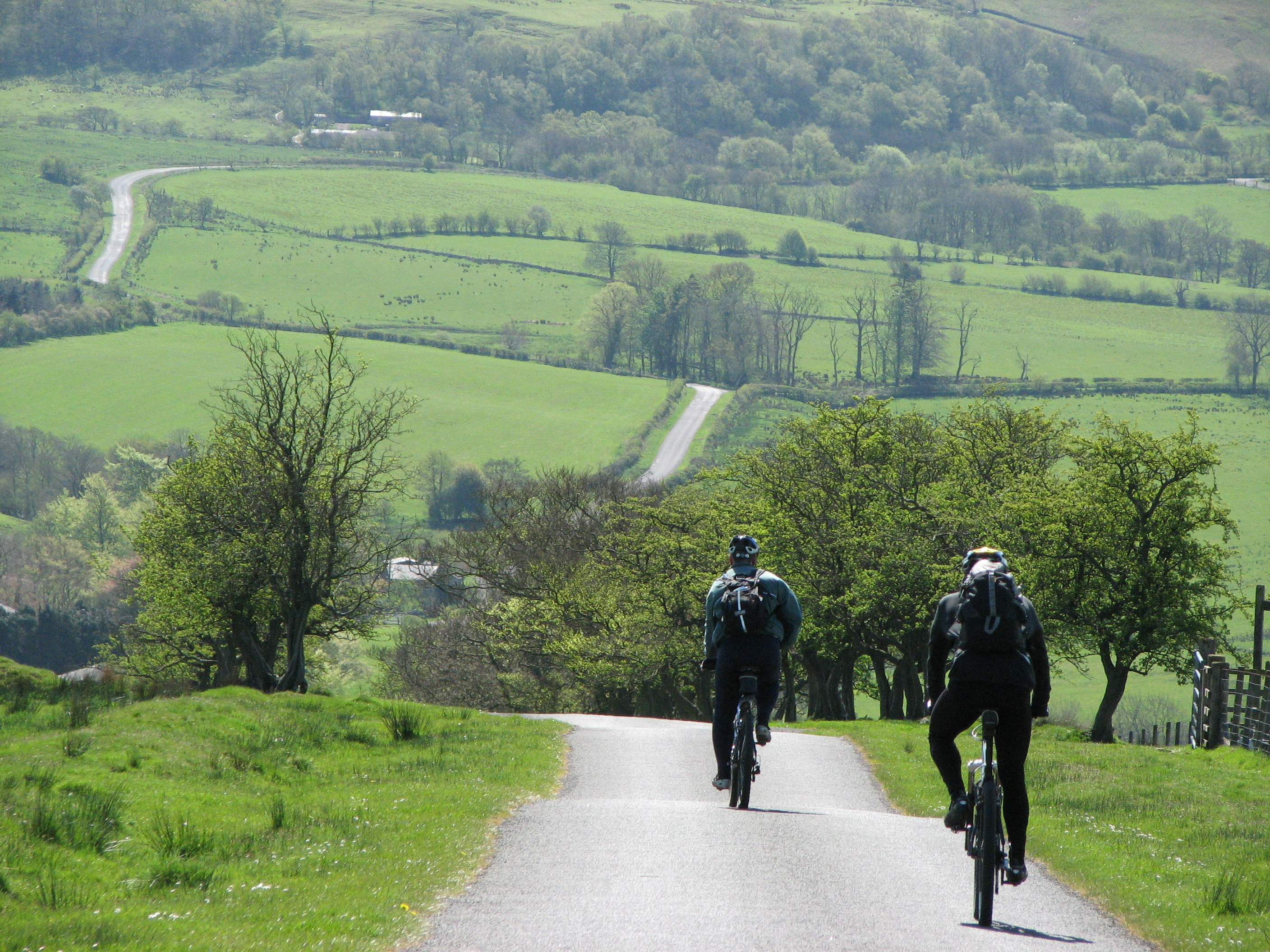
Afdaling naar Bewcastle

De route is genoemd naar de Border Reivers, de plunderende familieclans die Noord-Engeland en de Schotse grenzen in de 15de en 16de eeuw terroriseerden.
De route biedt een fascinerend inzicht in deze turbulente periode door de aanwezige tastbare herinneringen onderweg.
Op of in de omgeving van de Reiversroute kun je de overblijfselen van versterkte gebouwen als Pele Towers en (Bastles) versterkte huizen bewonderen.
De fietsroute is over de gehele lengte voorzien van routebordjes en volgt rustige onverharde wegen, verkeersvrije fietspaden, landwegen en bospaden. Voor de mountainbikers zijn er op de route speciale off-roadsecties, die parallel aan de route zijn uitgezet.
De route is als volgt opgedeeld;
- startpunt Tynemouth aan de Noordzeekust,
- finish in Whitehaven aan de Ierse Zee,
- totale lengte 275 kilometer,
- hoogste punt wordt bereikt bij Scotch Knowe (366 meter),
- minimale gedeelte off-road fietsen is 23% (69 km),
- voor liefhebbers uitbreidbaar tot 35% (106 km),
- gemiddelde hoogtestijging is 3,9 meter boven zeeniveau.

De Reivers Cycle Route loopt bijna parallel aan de Coast to Coast (C2C), een andere Sustrans-fietsroute en eindigt in Whitehaven aan de Ierse Zee, de plaats waar de C2C begint. Omdat de Reivers Cycle Route precies andersom loopt en in Tynemouth begint, de eindplaats van de C2C, wordt het ook wel de return C2C genoemd.
Net als bij de C2C zijn er enkele varianten op de route en zijn er off-road onderdelen die je buiten de gebaande paden brengen op weg naar Whitehaven aan de Ierse Zee.
Houdt er rekening mee dat de Reivers Route langer is dan de C2C. De gezamenlijke afstand van de C2C en de Reivers is 550 kilometer.